# Djebel Selloum
Der Djebel Selloum ist ein etwa 1373 m hohes Bergmassiv im Südosten der tunesischen Stadt Kasserine. Das hauptsächlich aus Kalkstein bestehende Bergmassiv stellt einen Teil des tunesischen Rückens (Dorsale) dar; es ist von der Erosion stark ausgewaschen und zerfurcht.

## Lage
Das Massiv befindet sich etwa 15 Kilometer (Luftlinie) in südöstlicher Richtung von der Stadt Kasserine entfernt im westlichen Zentraltunesien nahe der Grenze zu Algerien.

## Klima
Ausgiebige Niederschläge fallen nur in den Wintermonaten November bis Februar; Schneefälle sind selten und schmelzen schnell. Dennoch können die Temperaturen – in Abhängigkeit von der Bewölkung – nachts oder im Winter unter 0 °C absinken; im Sommer erreichen sie tagsüber nicht selten Werte von über 40 °C.

## Besteigung
Eine Besteigung des Bergmassivs ist grundsätzlich möglich. Da das Gebiet des Djebel Selloum jedoch als Rückzugsgebiet von Terroristen angesehen wird, ist der Erhalt einer Genehmigung des zuständigen Forstamtes in Kasserine für eine Besteigung schwierig geworden. Am 15. Februar 2015 warf die tunesische Luftwaffe etliche Bomben auf vermutete Stellungen der Terroristen ab.

## Flora und Fauna
Das Massiv des Djebel Selloum ist nur spärlich bewaldet (Aleppo-Kiefern); daneben wächst hier Halfagras, welches in Kasserine zu Papier etc. weiterverarbeitet wird. Wildschweine, Füchse und Raubvögel ernähren sich von Kleinsäugern und Eidechsen und stehen somit am oberen Ende der Nahrungskette.